# ابو الولید
عبدالعزیز بن عمر الغامدی ( عربی : عبد العزيز بن عمر الغامدی ؛ ۱۹۶۷ – ۱۶ آوریل ۲۰۰۴)، که بیشتر با نام مستعار جنگی‌اش ابو الولید ( عربی : ابو الوليد) شناخته می‌شود، یک مبارز پان‌اسلامیست عربستان سعودی بود . اگرچه او در چندین درگیری در آسیای مرکزی و بالکان شرکت داشت ، اما بیشتر به خاطر مشارکتش در جنگ‌های اول و دوم چچن شناخته می‌شود ، جایی که به عنوان یکی از برجسته‌ترین رهبران شبه‌نظامی غیرچچنی خدمت کرد. او در آوریل ۲۰۰۴ در چچن توسط نیروهای فدرال روسیه کشته شد . 

## هویت
در طول زندگی‌اش، الولید چهره‌ای بسیار گریزان بود. گفته می‌شد که سلف او، ابن خطاب (که بیشتر با نام خطاب شناخته می‌شود)، یک گروه فیلمبردار شخصی متشکل از دو نفر داشت که او را در میدان نبرد همراهی می‌کردند. گمانه‌زنی‌هایی در مورد هویت، محل اختفای الولید و اقداماتش مطرح شد و گاهی اوقات شایعاتی در مورد مرگ او وجود داشت. شایعه‌ای مداوم مبنی بر غرق شدن او در ژوئن 2002 وجود داشت که پس از تلاش برای عبور از رودخانه، با اسبش حمل شده بود.  مقامات روسی حداقل هفت بار مرگ او را اعلام کردند.  در یک مقطع، حتی وجود او نیز مورد تردید قرار گرفت. 
در 23 ژوئن 2002، خانواده وی با روزنامه سعودی الوطن مصاحبه‌ای انجام دادند و در مورد سوابق او بسیار صحبت کردند.  آنها تأیید کردند که نام کامل او عبدالعزیز بن علی بن سعید السعید الغامدی ( عربی : أبو الولید عبد العزيز بن سعيد بن علي الغامدي ) است.

## زندگینامه

### اوایل زندگی
الولید، عضوی از قبیله غمد در عربستان سعودی، در روستای الهال، در نزدیکی شهر بالجورشی در استان الباحه عربستان سعودی بزرگ شد. پدرش در روستای زادگاهش، امام جماعتی مشهور بود . او در یک خانواده پرجمعیت به عنوان یکی از یازده پسر خانواده به دنیا آمد. برادرانش ادعا کردند که الولید در جوانی از بازیگری، خواندن کتاب‌های مذهبی و مطالعه قرآن لذت می‌برده است .

### حرفه نظامی
در سال ۱۹۸۶، زمانی که الولید ۱۹ ساله بود، اجازه والدینش را برای شرکت در جهاد در افغانستان گرفت . او خیلی زود برای پیوستن به مجاهدین در جنگ علیه نیروهای روسی در طول جنگ شوروی و افغانستان، به این کشور رفت. دو سال بعد را در مکتب الخدمت ، سازمانی که توسط عبدالله عزام و اسامه بن لادن ایجاد شده بود، آموزش دید . آنها داوطلبان بین‌المللی را آموزش می‌دادند و به گروه‌های اسلامی کمک مالی می‌کردند. الولید پس از اتمام آموزش، به یک واحد رزمی اعزام شد و در آنجا شروع به جنگیدن کرد. او دو بار به طور خلاصه به عربستان سعودی بازگشت، یک بار برای درمان جراحت دست چپش.
پس از پایان جنگ شوروی و افغانستان، الولید به جنگ در سایر درگیری‌ها در اروپا و آسیا ادامه داد. در دهه 1990، این جنبش او را به بالکان ، به ویژه به بوسنی ، جایی که در کنار بوسنیایی‌ها در جنگ بوسنی جنگید ، هدایت کرد. سپس به تاجیکستان سفر کرد و در جنگ داخلی تاجیکستان به شورشیان اسلام‌گرا کمک کرد . و در نهایت به چچن رفت و در آنجا به مجاهدین چچن پیوست. این گروه توسط ابن خطاب سازماندهی و رهبری می‌شد .

### جنگ اول چچن
در جنگ اول چچن ، الولید به عنوان نایب (معاون) در واحد خطاب خدمت کرد. او در حملات و کمین‌های متعددی که توسط IIB اجرا شد، از جمله کمین شاتوی در آوریل 1996 ، که در آن آنها به یک ستون زرهی بزرگ روسی حمله کرده و آن را نابود کردند، شرکت داشت.

### دوره بین دو جنگ جهانی و جنگ داغستان
[ ویرایش منبع ]
پس از جنگ، او به همراه بیشتر اعضای گردان در چچن ماند. تمرکز او بر ایجاد شبکه‌ای از اردوگاه‌ها در مناطق کوهستانی جنوب کشور بود که در آن شورشیان اسلام‌گرا را از سراسر منطقه آموزش می‌دادند و از خارج از کشور نیرو جذب می‌کردند. 
در 22 دسامبر 1997، الولید در یک حمله غافلگیرانه به پایگاه تیپ 136 زرهی ارتش روسیه، مستقر در بویناکسک ، داغستان ، شرکت کرد .  این حمله به تنش‌های فزاینده بین مسکو و دولت تازه تأسیس جمهوری چچن ایچکریا دامن زد .
در سال ۱۹۹۹، او در حمله تیپ بین‌المللی صلح‌بانان اسلامی به داغستان شرکت کرد که به تسریع جنگ دوم چچن کمک کرد. در جریان این درگیری، حکیم المدنی، معاون اول خطاب، کشته شد.  تحلیلگران معتقدند که پس از مرگ المدنی، الولید به سمت معاون اول ارتقا یافت. قبل از وقایع سال ۱۹۹۹ در داغستان، الولید چهره‌ای نسبتاً ناشناخته در خارج از چچن بود.
پس از حمله او، بدنامی‌اش در محافل اسلام‌گرای خارج از کشور افزایش یافت . 

### جنگ دوم چچن
در جنگ دوم چچن ، الولید به عنوان معاون خطاب به شرکت در حملات و کمین‌ها ادامه داد. در بهار 2000، او به مهمترین پیروزی‌های نظامی خود دست یافت. در 29 فوریه، او نبرد اولوس-کرت را رهبری کرد . نیروهای او با یک گروهان کامل از لشکر 76 حمله هوایی گارد VDV از پسکوف درگیر شدند و آن را محاصره کردند . این نبرد چندین روز طول کشید و در نهایت منجر به نابودی کامل گروهان روسی شد.  خبرگزاری جدایی‌طلب چچن پرس گزارش داد که تنها 12 شورشی چچنی در این نبرد کشته شده‌اند،  در حالی که منابع روسی تلفات آنها را تا 300 نفر تخمین زدند. در آوریل 2000، الولید با موفقیت به هنگ فرود چترباز 51 گارد VDV از تولا حمله کرد . 
در تابستان 2001، اصلان مسخدوف ، رئیس جمهور وقت جمهوری چچن ایچکریا، ابو الولید را به عنوان فرمانده جبهه شرقی منصوب کرد. 
پس از مرگ خطاب در 20 مارس 2002، الولید فرماندهی گروهان دوم شیعیان عراق را بر عهده گرفت. اندکی پس از آن، او مقاله‌ای را از طریق وب‌سایت رسمی مجاهدین خارجی، الققاز، منتشر کرد که در آن شرایط پیرامون مرگ خطاب را توضیح داد. انتشار این مقاله همچنین تأیید کرد که او فرماندهی گروهان دوم شیعیان عراق را بر عهده گرفته است.  بعداً او همچنین یک بیانیه ویدیویی منتشر کرد که در آن درباره مرگ سلف خود اظهار نظر کرد.
در 9 آوریل 2002، الولید اعلام کرد که نیروهایش بالگرد تهاجمی میل می-24 «هیند» را سرنگون کرده و سه خدمه آن را به اسارت گرفته‌اند. گزارش شده بود که این بالگرد دو ماه مفقود شده است. او شماره سریال بالگرد و اطلاعات دقیقی درباره خدمه آن منتشر کرد. در 16 مه، او به مقامات نظامی روسیه اولتیماتوم داد: تهدید کرد که اگر روس‌ها 20 چچنی زندانی در زندان‌های روسیه را آزاد نکنند، سه زندانی را خواهد کشت. روس‌ها این درخواست را اجابت نکردند. خبرگزاری آنلاین اسلام‌گرایان چچن، مرکز قفقاز ، ادعا کرد که اطلاعات تأیید نشده‌ای مبنی بر اعدام خدمه دارد. 

### مرگ
الولید توسط اعضای گردان ویژه "وستوک" (شرق) به فرماندهی سلیم یامادایف  در چچن در 16 آوریل 2004 کشته شد.  اگرچه روایت‌های مختلفی از این ماجرا وجود دارد، اما جامع‌ترین روایت از نامه‌ای که توسط ابو حفص الاردنی ، که فرماندهی مجاهدین چچن را بر عهده گرفته بود، نوشته شده است، استخراج شده است .  او گفت که الولید "در حال بازدید از تمام هنگ‌ها بود تا آنها را با عملیات و برنامه‌های لجستیکی آشنا کند." اعضای گروه او در روستای تسا-ودنو دستگیر شدند و نیروهای امنیتی طرفدار مسکو "موقعیت او را در جنگلی در همان نزدیکی" تعیین کردند. 
پس از بمباران شدید منطقه، تک تیراندازها کمین کرده و الولید را کشتند.  علی الغامدی، برادر ابوالولید، گفت که ابوالولید در جنگلی نزدیک روستای تسا-ودنو توسط نیروهای ویژه روسیه کمین کرده و مورد اصابت گلوله قرار گرفته است. علی گفت که همراهان ابوالولید توانستند جسد او را از نیروهای روسی در جنگل پنهان کرده و بعداً او را دفن کنند. او همچنین گفت که اطلاعات مربوط به خیانت به ابوالولید اشتباه بوده و برادرش در درگیری با نیروهای روسی مورد اصابت گلوله قرار گرفته است. وصیت ابوالولید این بود که پس از مرگش فیلمبرداری نشود. ولادیمیر پوتین در تابستان 2005 در کرملین به یامادایف به عنوان قهرمان فدراسیون روسیه پاداش داد